# Bengt Ribbentoft
Bengt Olov Ribbentoft, född 26 november 1943 i Stockholm, död 16 januari 2020 i Solna distrikt i Stockholms län, var en svensk konstnär.
Ribbentoft studerade vid Berghs Reklamskola och Stockholms universitet innan han debuterade 1979. Han hade utställningar såväl i Sverige som internationellt, till exempel i Danmark och USA. Ribbentoft var främst målare och arbetade i olja och akryl samt akvarell. 
Som stipendiat vistades Ribbentoft på San Michele på Capri vid tre tillfällen och i Grez-sur-Loing. Andra inspirationskällor utgjordes av Wales och Danmark.
Han är representerad i bland annat svenska kommuner, Götabanken, SEB, Sparbankerna, Karolinska sjukhuset och Huddinge sjukhus samt i privatsamlingar. Verk av Ribbentoft finns i USA, Belgien, Frankrike, Schweiz, Nederländerna, Tyskland, Bahrein, Australien, Sydafrika, Japan, Italien samt i de nordiska länderna.
Under 2002–2003 färdigställde han ett offentligt uppdrag för HSB i Hammarby Sjöstad.